# Hoplolaimus angustalatus
Hoplolaimus angustalatus är en rundmaskart. Hoplolaimus angustalatus ingår i släktet Hoplolaimus och familjen Hoplolaimidae. Inga underarter finns listade i Catalogue of Life.